# Athyrmina melanosticta
Athyrmina melanosticta là một loài bướm đêm trong họ Noctuidae.